# تفجير جامبورو 2020
تفجير جامبورو 2020 في حوالي الساعة 5 مساءً من يوم 6 يناير 2020، انفجرت قنبلة في أحد الأسواق في جامبورو في ولاية بورنو شمال شرق نيجيريا. يقع السوق على جسر يربط جامبورو بـ فوتوكول بمنطقة أقصى الشمال بالكاميرون. أسفر التفجير عن مقتل 38 شخصًا وإصابة أكثر من 35 آخرين. لم تعلن أي جماعة مسؤوليتها. لكن غالبًا ما تشن بوكو حرام هجمات في المنطقة، وقد تسبب تمردها في مقتل أكثر من 35.000 شخص منذ بدايتها في عام 2009.